# Avhästning
Avhästning innebar att militären gjorde sig av med större delen av hästarna, som ersattes av motorfordon i allt större skala, till glädje för ridsportsklubbar som fick tag på bra och starka hästar till sina klubbar.
Sverige avhästades med början under slutet av 1940-talet och var genomförd i och med arméns beslut om avhästning 1968. 
Hästverksamhet i Sverige förknippas sedan dess mer eller mindre med trav, galopp och ridskoleverksamhet samt med de tävlingsgrenar som finns inom nuvarande Svenska Ridsportförbundet ramar. 

## Källa
- Svenska Ridsportförbundet
- Lantbrukarnas Riksförbund 2003/ Sverige som Hästland